# Лакі Джим (фільм, 1912)
Лакі Джим (англ. Lucky Jim) — американська короткометражна драма 1912 року.

## У ролях
- Вільям Г. Крейн — власник ранчо